# Sarmiento (miasto)
Sarmiento – miasto w południowej Argentynie, w prowincji Chubut, stolica departamentu Sarmiento. Miasto położone jest w sąsiedztwie jezior Colhué Huapi i Musters, ok. 130 km na zachód od Comodoro Rivadavia. W 2013 roku miasto liczyło 9333 mieszkańców.
1 czerwca 1907 roku w Sarmiento odnotowano najniższą w historii Ameryki Południowej temperaturę -32,8 °C.